# Alessandro Raina
Alessandro Raina (Voghera, 29 giugno 1977) è un cantautore, musicista e scrittore italiano.

## Biografia
Nasce e cresce a Voghera. Dal 1999 al 2003, lavora come giornalista freelance scrivendo per riviste musicali italiane quali Blow Up, Rockstar, Rumore, per la rivista di critica letteraria Pulp e per l'edizione italiana del magazine Time Out. Dal 2005 al 2007, sospende temporaneamente la sua attività musicale, lavorando a Milano per la casa di moda Etro.

### Colonia Paradi'es
Nel 1998, Alessandro Raina incontra Giacomo Spazio, fondatore della etichetta indipendente Vox Pop, collaborazione che porta alla pubblicazione nel 1999 di Colonia Paradi'es, disco contenente vecchie registrazioni su nastro e fotografie che raccontano la storia di Montalto Pavese, paese situato nel territorio in cui Raina è cresciuto.

### Giardini di Mirò
Nel 2003 entra a far parte dei Giardini di Mirò, prestando la sua voce al disco Punk... Not Diet!. Il disco sarà inserito dal rivista Rolling Stone fra i 100 dischi italiani più importanti di tutti i tempi.

### Nema Fictźione
Nel 2006 pubblica Nema Fictźione, un esperimento musicale-letterario in forma di libro. Il lavoro è cofirmato insieme a Giacomo Spazio e allo strumentista Pierluigi Petris.

### Amor Fou

#### La stagione del cannibale
Dopo l'esperienza con i nOOrda, Cesare Malfatti spinge Alessandro Raia a scrivere canzoni in italiano, coinvolgendo altresì Leziero Rescigno (Soul Mio, La Crus) e Luca Saporiti (Lagash, La Crus) nel progetto Amor Fou. Il risultato è La stagione del cannibale, disco acclamato dalla critica che lo colloca tra le migliori espressioni del nuovo cantautorato italiano. Partecipano al programma televisivo Scalo 76 trasmesso su Raidue, ove la band esegue anche una cover dal vivo della canzone Città vuota di Mina. La band propone un adattamento teatrale del disco d'esordio culminata in uno spettacolo messo in scena al Piccolo Teatro Campo d'Arte a Roma, alla presenza della figlia di uno dei personaggi principali di Ragazzi di vita di Pier Paolo Pasolini.

### Casador
Nel 2008, Alessandro Raina pubblica un EP autoprodotto contenente tre brani in lingua inglese, con lo pseudonimo di Casador, che raccoglie il consenso dei principali indie blog internazionali, tra cui Fingertips Music, Junkiepop, Rock Sellout, Russell's Reviews, Sweeping The Nation, Speed of Dark, The Hype Machine, Unpopular e molti altri.. Casador colleziona numerose esibizioni dal vivo, aprendo i concerti di Elvis Perkins, Micah P. Hinson, Piano Magic, Ra Ra Riot, Shannon Wright, Wilco, tra Italia, Germania e Lussemburgo.

### Santiago & Colapesce
Nel 2011, tra il 13 gennaio ed il 13 febbraio, crea con Lorenzo Urciullo in arte Colapesce il progetto live denominato Santiago. Il duo intraprende un tour in tutta Italia che prevede reading letterari alternati a canzoni delle rispettive band. Nel 2013, continua il sodalizio con Urciullo, entrando a far parte della formazione live di Colapesce in veste di chitarrista e voce.

### Scrittore
Nel 2011 pubblica il suo primo racconto nella raccolta Cosa volete sentire edita da Minimum Fax. Nel 2012, contribuisce invece al volume su David Bowie L'ultimo dei marziani a cura di Leo Mansueto e pubblicato da Caratteri mobili. Nel 2013 cura Lische, rubrica della trasmissione Sonica di Radio Popolare, in cui ogni settimana scrive un racconto ispirato a una canzone.

### Autore
Nel 2012, esordisce come autore per altri interpreti, scrivendo una canzone per il nuovo disco di Malika Ayane. La canzone, intitolata Tre cose, viene scelta come primo singolo di Ricreazione, rivelandosi una hit tanto da mantenere la vetta delle charts discografiche per molte settimane e da essere certificato disco di platino. Contemporaneamente, Raina firma un contratto di esclusiva per Universal, entrando ufficialmente a far parte del team di autori della major. Negli anni successivi firma molti successi per i principali artisti italiani, salendo due volte sul podio del Festival di Sanremo come coautore.  
Nel 2022 lascia Universal per entrare a far parte del team di Peer Music.
Dal 2024 entra a fare parte del roster di Eclectic Music Group.

### X Factor
Nel 2014 il cantautore Mika lo sceglie come suo musical producer per l'ottava edizione del talent show X Factor.

## Discografia

### Da solista

#### Album
- 1999 - Colonia Paradi'es (Cane Andaluso Records)
- 2006 - Nema Fictźione (City Living)

#### Singoli
- 2018 - Lana Del Rey
- 2019 - Kali (feat. Zef) (Universal)

#### Composizioni
- 2012 - Malika Ayane - Ricreazione (autore di Tre cose) (Sugar Music)
- 2013 - Emma Marrone - Schiena (coautore di In ogni angolo di me) (Universal)
- 2014 - Club Dogo - Non siamo più quelli di Mi fist (coautore di Fragili) (Universal)
- 2014 - Deborah Iurato - Deborah Iurato (coautore di I primi 60 secondi e L'oro di cui siamo fatti) (Sony Music)
- 2014 - Emma Morton - Daddy blues (coautore di Daddy blues) (Sony Music)
- 2014 - Kaufman - Le tempeste che abbiamo (coautore di tutti i brani) (Irma Records)
- 2015 - Gué Pequeno - Vero (coautore di Equilibrio) (Universal)
- 2015 - Luca Carboni - Pop up (coautore di Bologna è una regola) (Sony Music)
- 2015 - Marco Mengoni - Parole in circolo (coautore di Se sei come sei) (Sony Music)
- 2016 - Jake La Furia - Fuori da qui (coautore di Fuori da qui) (Universal)
- 2016 - Francesco Renga - Scriverò il tuo nome (coautore di Rimani così) (Sony Music)
- 2016 - Raphael Gualazzi - Love Life Peace (coautore di L'estate di John Wayne) (Sugar Music)
- 2017 - Michele Bravi - Anime di carta (coautore di Andare via, Pausa) (Universal)
- 2017 - Giusy Ferreri - Girotondo (coautore di Col sole e col buio, La distanza, Tornerò da te) (Sony Music)
- 2017 - Raphael Gualazzi - La fine del mondo (singolo) (coautore) (Sugar Music)
- 2017 - Thegiornalisti - Riccione (singolo) (coautore) (Carosello Records)
- 2017 - Mahmood - Pesos (singolo) (coautore) (Universal)
- 2017 - Kaufman - Belmondo (coautore di tutti i brani) (INRI)
- 2018 - Annalisa - Il mondo prima di te (singolo) (coautore) (Warner)
- 2018 - The Kolors - Frida (mai, mai, mai) (coautore) (Baraonda)
- 2018 - Federica Carta - Molto più di un film (coautore di Sull'orlo di una crisi d'amore, Amarsi è una cosa normale, La fine di un attimo) (Universal)
- 2018 - Luca Carboni - Sputnik (coautore di Amore digitale, Ogni cosa che tu guardi, I film d'amore) (Sony Music)
- 2018 - Elodie - Rambla (coautore) (Universal)
- 2018 - Sherol Dos Santos - Non ti avevo ma ti ho perso (coautore) (Sony Music)
- 2018 - Luna Melis - Los Angeles (coautore) (Sony Music)
- 2019 - Marco Mengoni - Duemila volte (coautore) (Sony Music)
- 2019 - Benji & Fede - L'ultimo Gin Tonic (coautore) (Warner)
- 2019 - Wrongonyou - Atlante (coautore) (Carosello)
- 2019 - Francesca Michielin e Charlie Charles - Cheyenne (coautore) (Sony Music)
- 2019 - Elisa e Rkomi - Blu Part II (coautore) (Universal)
- 2020 - Chiara Galiazzo - Forse non avevano ragione i Maya (coautore) (Sony Music)
- 2020 - Annalisa - Tsunami (coautore) (Warner)
- 2021 - The Kolors - Mal di gola (coautore) (Island)
- 2021 - Francesca Michielin e Fedez - Chiamami per nome (coautore) (Sony Music)
- 2022 - Tananai - Sesso occasionale (coautore) (Polydor)
- 2022 - Cara feat. Chadia Rodríguez - Preferisco te (coautore) (Polydor)
- 2022 - Biagio Antonacci - Seria (coautore) (Sony)
- 2022 - Cara - Come mai (coautore) (Polydor)
- 2023 - Tananai - Tango (coautore) (Polydor)
- 2023 - Bais - Vuoto bestiale (coautore) (Carosello Records)
- 2023 - Biagio Antonacci e Benny Benassi - Tridimensionale (coautore) (Sony Music)
- 2023 - Annalisa - Ragazza sola (coautore) (Warner)
- 2023 - Annalisa - Rosso corallo (coautore) (Warner)
- 2023 - Annalisa - Gommapiuma (coautore) (Warner)
- 2023 - Massimo Pericolo - Le cose cambiano (coautore) (Sony)
- 2023 - Massimo Pericolo - Money Love (coautore) (Sony)
- 2023 - Massimo Pericolo - Diluvio (coautore) (Sony)
- 2023 - Massimo Pericolo - Insieme (coautore) (Sony)
- 2023 - Massimo Pericolo - Ancora qua (coautore) (Sony)
- 2023 - Massimo Pericolo - Povero str0nz0 (coautore) (Sony)
- 2023 - Elisa - Buon Natale anche a te (coautore) (Island)
- 2024 - Biagio Antonacci - Delivery (coautore) (Sony)
- 2024 - Tananai - Booster (coautore) (Polydor)
- 2024 - Alessandra Amoroso - Si mette male (coautore) (Epic)
- 2024 - Angelica Bove - Bellissimo e poi niente (coautore) (Warner)
- 2024 - Angelica Bove - La nostra malinconia (coautore) (Warner)
- 2024 - Elisa - Dillo solo al buio (coautore) (Island)

#### Collaborazioni
- 2005 - nOOrda - To The Antipole (voce in The carnation e  Endless summer) (Homesleep Music)
- 2008 - København Store - Action, Please! (voce in We Came Down from the North) (42 Records)
- 2012 - Colapesce - Un meraviglioso declino (voce in I barbari) (42 Records)
- 2014 - Kaufman - Le tempeste che abbiamo (coarrangiatore, coautore, produttore) (Irma Records)
- 2017 - Kaufman - Belmondo (coarrangiatore, coautore, produttore) (INRI)

#### Partecipazioni a compilation
- 2005 - AA.VV. - Shadowanimals Winter Collection 2005 (voce in Nuccini! - Vocal Booth Part 2) (Subversiv Records)
- 2008 - AA.VV. - Deviazioni (Un Omaggio a Vasco Rossi) (con Lele Battista - Ogni volta) (Il mucchio selvaggio)
- 2013 - AA.VV. - Everybody cares, everybody understands (Ballad of big nothing) (Vulcanophono)
- 2021 - AA.VV. - David Bowie Tribute Day (Where are we now) (Rockol)

#### Videoclip
- 2018 - Lana Del Rey (regia di Samir Kharrat)
- 2019 - Kali (regia di Nicholas Mottola e Corinne Barlocco)

### Con gli Amor Fou

#### Album
- 2007 - La stagione del cannibale (Homesleep Music)
- 2010 - I moralisti (EMI)
- 2012 - Cento giorni da oggi (Universal)

#### EP
- 2009 - Filemone e Bauci (autoprodotto)

#### Compilation
- 2010 - Il ticinese in La leva cantautorale degli anni zero (Ala Bianca)
- 2012 - Come mai (Pregando per un synth) feat. AntiteQ in Con due deca - La prima compilation di cover degli 883 (Rockit)[13]

#### Videoclip
- 2007 - Il Periodo Ipotetico (regia di Pippo Mezzapesa)
- 2008 - Se un ragazzino appicca il fuoco (regia di Lorenzo Vignolo)
- 2010 - De Pedis
- 2011 - Le promesse (regia di Adriano Valerio)
- 2011 - Dolmen (regia di Paolo Santagostino)
- 2012 - Alì (regia di Marco Proserpio e Jacopo Farina per Sterven Jonger)
- 2012 - I 400 colpi (regia di Marco Proserpio e Jacopo Farina per Sterven Jonger)

### Come Casador

#### EP
- 2008 - The Puritans EP (autoprodotto)

#### Videoclip
- 2009 - The Puritans (regia di Elisa Fabris)
- 2011 - Saint Thérèse

### Con i Giardini di Mirò

#### Album
- 2003 - Punk... Not Diet! (Homesleep Music\2nd Rec)

#### Singoli
- 2003 - Revolution on your pins (Homesleep Music\2nd Rec)

#### Videoclip
- 2003 - Given ground (oops… revolution on your pins) (regia di Francesco Fei)